# Ryō Matsumura
Ryō Matsumura (jap. 松村 亮 Matsumura Ryō; ur. 15 czerwca 1994) – japoński piłkarz występujący na pozycji pomocnika. Obecnie występuje w Persija Dżakarta.

## Kariera klubowa
Od 2012 roku występował w klubach Vissel Kobe, Tochigi SC i Tokushima Vortis.